# Anua producta
Anua producta är en fjärilsart som beskrevs av George Francis Hampson 1913. Anua producta ingår i släktet Anua och familjen nattflyn. Inga underarter finns listade i Catalogue of Life.